# Ernst Heinrich Ein
Ernst Heinrich Ein (* 16. Dezemberjul. / 28. Dezember 1898greg. in Tartu, Livland; † 16. Oktober 1956 in Claremont, Kalifornien, Vereinigte Staaten) war ein estnischer Jurist.

## Leben und Wirken
Ernst Heinrich Ein wurde als Sohn von Gustav (1867–1904) und Helene Ein (geb. Pulmberg, 1869–1909) in Tartu geboren. Er legte im Januar 1918 das Abitur in seiner Heimatstadt ab. 1919/20 nahm er am Estnischen Freiheitskrieg gegen Sowjetrussland teil.
Bis 1923 studierte er an der Universität Tartu Rechtswissenschaft. Seit 1922 gehörte er dem einflussreichen Verein Studierender Esten (Eesti Üliõpilaste Selts) an. Von 1925 bis 1928 hielt sich Ein mit einem Stipendium am Institut für Römisches Recht in Rom auf. Von 1928 bis 1932 unterrichtete er römische Rechtsgeschichte an der Universität Tartu. 1932 folgte seine juristische Dissertation an der Universität Tartu in italienischer Sprache unter dem Titel „Le azioni del condomino“. Von 1932 bis 1934 war er Dozent für Privatrecht. Von 1934 bis 1937 war Ein außerordentlicher und von 1937 bis 1944 ordentlicher Professor für Römisches Recht. Von 1934 bis 1937 war er Dekan der Rechtswissenschaftlichen Fakultät der Universität Tartu. Besondere Aufmerksamkeit in juristischen Fachkreisen erlangte Eins Standardwerk Rooma õiguse süsteem („Das Römische Rechtssystem“) von 1936. Von 1938 bis 1940 war Ein Vorsitzender der Vanemuine Selts, die seit der zweiten Hälfte des 19. Jahrhunderts eine zentrale Rolle bei der Entwicklung einer eigenständigen estnischen Kultur und Identität spielte.
Von 4. bis zum 21. Oktober 1933 war der parteilose Ein übergangsweise Innen- und Gerichtsminister der Republik Estland in der Regierung des estnischen Staats- und Regierungschefs Jaan Tõnisson.
Im September 1944 gelang Ein die Flucht vor der (zweiten) sowjetischen Besetzung Estlands. Über Deutschland ging er 1950 in die USA, wo er 1956 im Alter von 57 Jahren starb.

## Privatleben
1936 heiratete Ein die Sportlehrerin Gerda Grünberg (1905–1982), der ebenfalls die Flucht in die USA gelang.